# Minervium
Minervium (łac. Minerbinensis) – stolica historycznej diecezji we Włoszech w Apulii, w metropolii Trani, współcześnie miasto Minervino Murge. Obecnie katolickie biskupstwo tytularne.

## Biskupi tytularni
| Lp. | Biskup                  | Funkcja                     | Od                   | Do               |
| --- | ----------------------- | --------------------------- | -------------------- | ---------------- |
| 1   | Ramon Torrella Cascante | biskup pomocniczy Barcelony | 22 października 1968 | 11 kwietnia 1983 |
| 2   | Ryszard Karpiński       | biskup pomocniczy lubelski  | 19 sierpnia 1985     | 5 stycznia 2024  |